# 西塔街道
西塔街道，曾是中华人民共和国辽宁省沈阳市和平区下辖的一个乡镇级行政单位。2019年12月并入北市场街道。

## 行政区划
西塔街道下辖以下地区：
。